# Детекторен радиоприемник
Детекторният радиоприемник е най-простата конструкция на радиоприемник, при който липсва високочестотен и нискочестотен усилвател. Това са едни от най-ранните радиоприемтници, в които основният елемент е кристален детектор (или демодулатор), реализиран с кристали от природни метални сулфиди – галенит, пирит, цинков сулфид и някои оксиди (оттам и името на английски Crystal radio). Свойствата на кристала да пропуска електрически ток само в една посока са открити от немския физик Карл Фердинанд Браун. През 1899 година са патентовани и приложени на практика в т. нар. безжична телеграфия. По този начин устройството прилича на съвременния амплитуден детектор, основан на полупроводников диод. През 1902 г. италианският изобретател Гулиелмо Маркони създава магнитен детекторен приемник, който не се нуждае от полупроводников елемент. Въпреки че приемникът е с по-ниска чувствителност, той е много надежден. Особеното е, че за да работи, е необходимо движението на тънък стоманен проводник, използван като магнитопровод.

## Конструкция на класическия детекторен приемник
Детекторният радиоприемник (#1) се състои от трептящ кръг, детектор (диод) и високоомни слушалки (BF1) за възпроизвеждащо устройство. Входният трептящ кръг е с променлив кондензатор c1, позволяващ точна настройка към радиостанцията на предавателя. Трептящият кръг е свързан с антена с дължина от няколко метра и заземяване. Цялото устройство може да бъде сглобено в дървена или пластмасова кутия.
Като класически детекторен приемник е реализиран радиоприемникът „Комсомолец“, произвеждан в СССР от 1939 до 1949 година. Когато се използва кристален детектор, пружиниращото острие трябва да се мести докато се постави върху точка от повърхността на кристала, където се формира полупроводникова област.

## Начин на работа
Детекторният радиоприемник може да работи без външно захранване в близост до мощен радиопредавател, единствено за сметка на енергията на индуктираните в антената и трептящия кръг високочестотни колебания, без каквото и да е усилване на приетите сигнали. Най-отдалечените излъчвания, които могат да се приемат са в спектъра на късите вълни. Настройката грубо може да се направи чрез превключване на различни части от индуктора плавно и стъпково или посредством промяна на индуктивността с преместване на феритна сърцевина. Най-фина е настройката с променлив кондензатор.
За индуктор може да се ползва както един контур от проводник така и навит в намотка. Ако индуктора работи с честота над резонансната честота, той ще има капацитивен характер, защото ще има високо индуктивно съпротивление паралелно със собствено си ниско капацитивно съпротивление. В паралелна резонансна верига, най-ниския вид съпротивление доминира поведението на схемата.
В този случай елементът вече няма да се държи като намотка, а по-скоро като кондензатор, така той ще отхвърли всяка нерезонансна по-висока честота. Увеличеният капацитет и индуктивност винаги понижават резонансната честота.
Наложително е да се работи с индуктор с по-висока собствена резонансна честота спрямо приеманата честота, когато елементът трябва да се държи като намотка в резонансна регулируема верига. Много различни комбинации от стойности могат да дадат правилната резонансна честота и на теория с идеални елементи не би имало разлика, но на практика ще има разлика в качествения фактор и импеданса. Правилното съотношение е важно при проектиране на филтри и осцилатори. Различно е когато се използва филтриращ дросел. Обикновено се изработва с по-голяма индуктивност, така че той да има максимален импеданс на дадената честота. Стойностите му се определят в зависимост от работните честоти.
За добър прием е важна и ширината на приеманата честотна лента съдържаща близки честоти. Резонансните вериги с по-висок Q-фактор имат по добро отхвърляне на страничните ленти. Важен извод е, че съотношението сигнал-шум при избраната честота не зависи само от това дали веригата е в резонанс. В идеализирана схема без загуби, общата енергия се формира от тока и напрежението изместени фазово на 90 градуса с максимални стойности. Когато се променя капацитета се променя и изходното напрежение, но за да се запази общата енергия, токът остава непроменен. Когато се измени индуктивността и токът се изменя, но общото напрежение остава същото.

### Диод
Детекторните приемници с високо качество използват диоди с бърза рекомбинация с минимално прагово напрежение и паразитен капацитет.  За да се направят по-бързи, структурата на диодите е легирана със злато и други метали, като така се увеличава рекомбинацията. Пиритът в естествен вид също съдържа частици злато и го прави подходящ.

Най-популярни за целта са германиевите диоди. Праговото напрежение обикновено е 0,7 V за силициеви диоди и 0,3 V за германиеви диоди. Паразитният капацитет не трябва да надвишава 1 pF. 
Диодът работи в нелинейния участък. Негово съпротивление във веригата се изменя в малки граници, като това става в синхрон със сигнала. Импедансът на диода се променя с нарастване на честотата и с мощността, която пропуска. Топлина приложена върху диода може да понижи точката на детектиране.

### Антена
От значение може да бъде дължината на антената когато е нужен силен сигнал от търсената радиостанция. С нарастване на дължината на вълната е необходима и по-дълга антена. Макар и да не е спазено това условие, не означава че антената ще бъде нефункционираща, но тя ще е слабо ефективна при по-ниските честоти. При голяма антена от единичен проводник се използва основно електрическата компонента на радиовълната, докато при феритната антена или рамка, магнитната компонента на радиовълната. Често те се използват в комбинация. Въпреки че всеки дълъг проводник ще работи добре, то добрите антени се построяват с определена геометрия, така че тяхната насоченост и характеристики да са лесно предвидими. Ако дължината на вълната е съизмерима с околните обекти, може да повлияе на настройката при детекторни радиоприемници за високи честоти.
Важен елемент е заземяването. Повечето детекторни радиоприемници използват монополни 1/4 вълнови антени, което значи че тяхното изходно напрежение и капацитет зависи спрямо неутралната Земя. В случай че не е достъпна удобна точка за заземяване на устройството, то може да се използва втора антена или друг метален предмет изолиран от основната антена. Това е известно като контрапункт. Заземителният проводник също може да прояви собствена индуктивност, ако е с голяма дължина и честотата е висока. Не е препоръчително да се ползва заземяване чрез нулевия и други проводници на електрическата мрежа. Това не само ще внесе вреден шум, но може да бъде и опасно при неизправна битова инсталация.

### Демодулиране
Детекторният радиоприемник по класическата схема може да преобразува основно амплитудно-модулирани радиосигнали, като частен случай са и амплитудните вариации възникващи в резултат на честотни промени както и хармоници на честотно модулираните сигнали FM. Резонансните вериги са чувствителни както на амплитудни така и на честотни промени при достатъчно голям интензитет. Класическият радиоприемник работи основно на средни и къси вълни, докато, за по-високи честоти, индуктивността се преизчислява към доста по-ниска стойност. За приемането на УКВ диапазона, за индуктивност се избират най-ниски стойности и обикновено намотките са без феритно ядро. Приемането на честотно модулирани сигнали е изключително трудно, тъй като интензитетът в страничната лента на носителя е по-малък от централна носеща честота в сравнение с обичайно приемане в основната честота при АМ. Често интензитетът е под прага на чувствителност на слушалките и диода.
Използвани аналогови схеми за целта може да са честотните дискриминатори, изпълнени в три различни варианта: детектор на Фостър Сийли; детектор на съотношението (дробен детектор) и квадратурен детектор. Трансформаторната индуктивна (T) връзка спомага засичането на някои по-силни сигнали тъй като промяната на честота в първичната намотка води до промяна на амплитудата във вторичната намотка в почти линейна зависимост.  Индуктивната връзка може да повиши качествения фактор и селективността.
Приемане в страничната лента (наклонената област в спектъра) чрез т.нар. метод |откриване на наклон), при който честотната модулация се преобразува до амплитудна. Недостатък при този метод е ограничен изходен сигнал зависещ от мощността на предавателя и нелинейната характеристика на трептящия кръг. Поради тази причина често честотите се наслагват при тяхното настройване.
След пропускане на положителните полувълни на високочестотния радиосигнал от диода, през слушалките ще премине нискочестотния демодулиран сигнал, а поради високото съпротивление на слушалките за високочестотните колебания, електрическата верига към земя за тях ще бъде кондензатора С2, т.е. кондензатора има филтърна функция за изходния сигнал. В някои схеми също се ползва и последователен дросел за филтриране на високите честоти след диода. Това също ограничава възможността кабелът на слушалките да работи като антена. За по-високите честоти може да е нужен коаксиален кабел към слушалките вместо обикновен.
Когато се използват пиезоелектрични слушалки веригата на радиоприемника остава практически незатворена. Често паралелно на пиезо слушалките се поставя резистор с високо съпротивление от няколко килоома, а при нужда и голяма индуктивност. За магнитните слушалки това не се прилага поради вече наличната собствена намотка.
В случай че слушалките не са с достатъчно висок импеданс, може да се използва съгласуващ аудио трансформатор (или обикновен мрежов) с високоомна първична намотка свързана от към веригата на приемника след диода.
При днешните изисквания за максимално допустима мощност на предавателите, енергията на радиовълните в града бързо затихва често поради различни явления: фадинг, поглъщане, отражение и е по-удобно сигналът от детекторния приемник да се подаде към нискочестотен аудио усилвател с висок импеданс като така могат се приемат и най-слабите радиостанции. Много от детекторните радиоприемници които ползват допълнително захранване обикновено имат поне един транзистор, който да усили звуковия сигнал към слушалките. С усилвател може да се направи и предварителна настройка или проверка за изправността на детекторния радиоприемник.
Друг начин да се подобри чувствителността на детекторния радиоприемник към слабите сигнали е прилагането на постоянно напрежение със стойност равна или по-малка от прага на напрежение в диода, като източника е свързан последователно във веригата и е регулируем.

## Приложение
Детекторните радиоприемници са първите стъпки в усвояването на радиотехниката. По време на войната са правени импровизирани детекторни радиоприемници за подслушване на радиовръзката на врага. Предимството е, че може да се изпълни с подръчни и покупни материали, например графит от молив и оксидирано бръснарско ножче за полупроводников елемент, а за намотка всеки дълъг проводник. Приемникът днес често се ползва от радиолюбители.
Друго по-практическо приложение е в измервателните уреди за стоящи вълни (SWR). Това измерване се извършва с цел да се избегне образуването на стоящи радиовълни в захранващите и фидерни кабелни линии. При такива измервателни радиоприемници изходният сигнал често е само резултантно напрежение, докато реалната информация все още може да е кодирана.